# 松竹大谷図書館

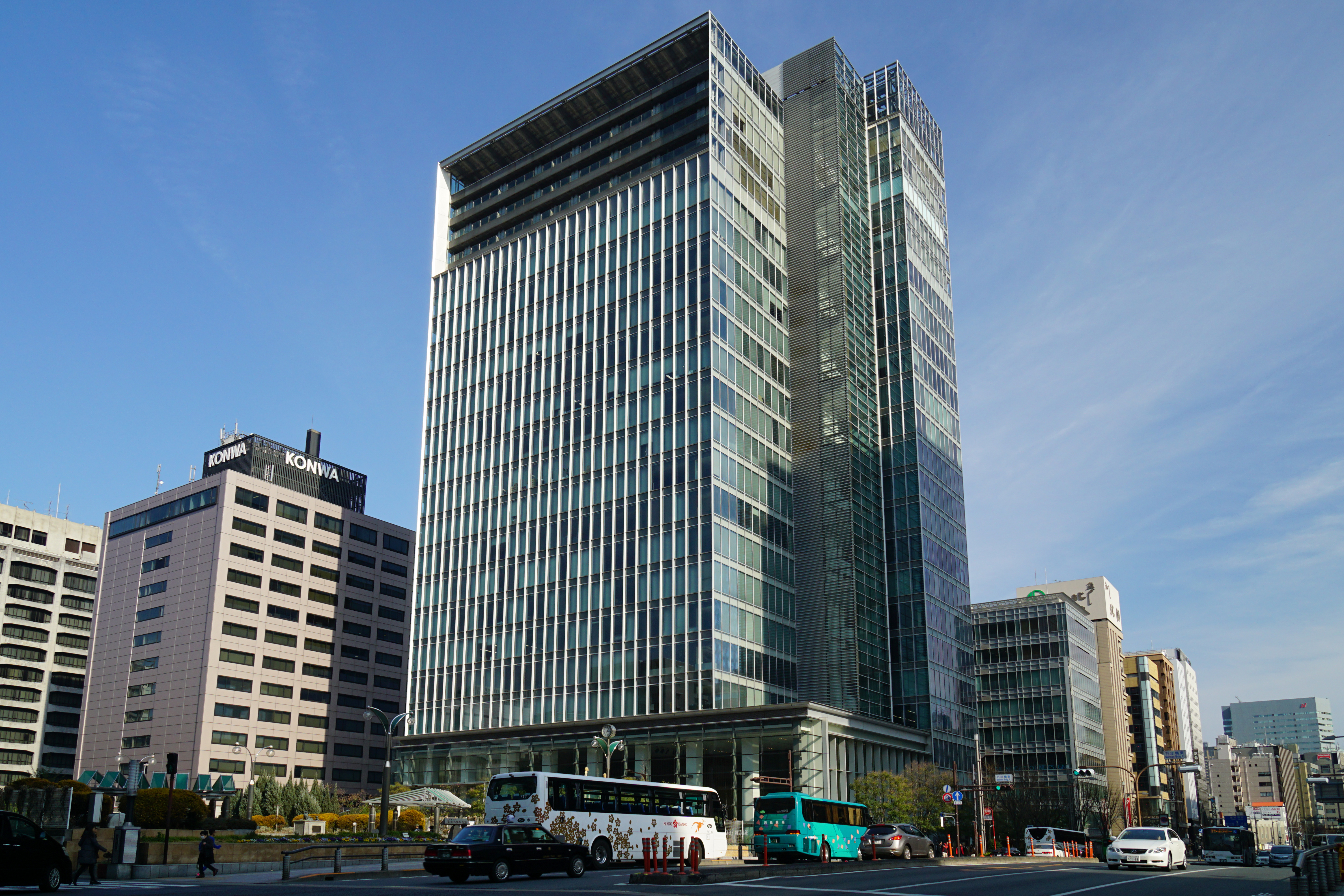
松竹大谷図書館が入居する銀座松竹スクエア（旧称・ADK松竹スクエア）

松竹大谷図書館（しょうちくおおたにとしょかん）は、東京都中央区築地に所在する私立図書館である。演劇と映画に特化した専門図書館であり、同名の公益財団法人松竹大谷図書館が管理・運営を行っている。
利用状況は2013年度における閲覧者数が3,035人で、閲覧資料点数が31,683点である。

## 設立の経緯
1955年11月3日、松竹の共同設立者である大谷竹次郎は文化勲章受章の栄に浴した。「これは一個人でなく、演劇・映画界を代表して授かったもの」と考えた大谷は、受章により支給される年金の使途として、蒐集していた資料の公開に思い至る。かくして演劇・映画専門図書館設立のため、1956年12月に財団法人松竹大谷図書館が設立され、準備期間を経て1958年7月に松竹会館9階に図書館が開館した。当初の所蔵資料点数は約8万点であったが、2年後の1959年10月には約10万点まで増加した。
開館当時は演劇等の専門文化施設は珍しく、他には早稲田大学坪内博士記念演劇博物館が存在する程度であった。また大谷はその遺言状の中で図書館の運営継続を命じたとされている。

### 沿革
- 1956年12月 - 財団法人松竹大谷図書館が設立される[2]。
- 1958年7月 - 松竹会館（旧松竹本社ビル）9階に図書館が開館[2]。所蔵資料約8万点[6]。
- 1975年12月 - 松竹会館2階に移転[2]。
- 1998年11月 - 移転の為、一時休館[7]。
- 1999年5月10日 - 東劇ビルに移転[2][7]。所蔵資料約33万点。
- 2003年1月 - ADK松竹スクエア（現・銀座松竹スクエア）3階に移転[2]。
- 2011年6月 - 財団法人松竹大谷図書館が公益財団法人に改組[2]。
- 2013年9月 - 中央区が指定する中央区まちかど展示館に認定される[8]。

## 所蔵資料
下記に関する書籍、雑誌、スチル写真、台本、プログラムなどを所蔵している。2014年3月末の所蔵資料点数は446,317点である。
- 演劇（歌舞伎、文楽、新派、大衆演劇等）
- 映画（松竹作品以外の映画も含む）
- テレビ番組
- 約300年前の浄瑠璃正本、黙阿弥直筆台本など。
- 阿国歌舞伎資料『かふきのさうし』（重要美術品に認定されている[10]。館外での展覧会などで公開されたことがある[11][12]。）
- 特別コレクション[13]
  - 北条秀司文庫（全作品の台本と蒐集した作品別スクラップ）
  - 川村花菱文庫（作品と生原稿）

## サービス
所蔵資料はすべて閉架式で、図書館内での閲覧のみ可能。館外への貸し出しは行わない。閲覧室の座席数は14。

### 開館時間
平日：10時00分 - 17時00分。

### 休館日
土曜日曜・祝祭日及び年末年始、毎月最終木曜日。

## 立地
松竹本社（東劇ビル）の晴海通りを挟んだ向かい側に立つ、銀座松竹スクエアの3階に位置する。歌舞伎座や中央区役所にほど近い。
- 東京メトロ日比谷線・都営地下鉄浅草線東銀座駅 5番出口 徒歩1分[15]
- 東京メトロ有楽町線新富町駅 1番出口 徒歩8分[15]